# Crocomela maxima
Crocomela maxima är en fjärilsart som beskrevs av Druce 1896. Crocomela maxima ingår i släktet Crocomela och familjen björnspinnare. Inga underarter finns listade i Catalogue of Life.